# Reika Hashimoto
Reika Hashimoto (橋本麗香, Hashimoto Reika), née le 25 décembre 1980 à Tokyo) est un mannequin et actrice japonaise de père américain. Ses débuts d'actrice ont eu lieu dans le film Hakuchi en 1999. Elle est apparue à la télévision dans divers dramas chinois.

## Filmographie
- Hakuchi (L'Innocent) (avec Tadanobu Asano, réalisateur Makoto Tezuka, 1999)
- Jikken eiga (Cinema Experimental) (avec Masatoshi Nagase, réalisateur Makoto Tezuka, 1999)
- Hero? Tenshi ni aeba... (Héros ? Si je connaisse un ange...) (avec Takashi Hagino, réalisateur Kōsuke Tsurumi, 2004)
- Mōju vs Issunbōshi (avec Tetsurō Tanba, réalisateur Teruo Ishii, 2001)
- Survive Style 5+ (avec Tadanobu Asano, réalisateur Gen Sekiguchi, 2004)
- Black Kiss (avec Masanobu Andō, réalisateur Makoto Tezuka, 2006)

## Télévision

### Drama
- Mokuyō no kaidan (Histoires de fantômes des jeudis) (Fuji Television, 1996)
- Ren ren do shuo wo ai ni (人人都说我爱你) (avec Zhang Lei, Chine, 2003)
- Jiang shan mei ren (江山美人) (avec Eric Suen, Chine, 2004)
- Xia ying xian zong (侠影仙踪) (avec Zhou Jie et Sun Feifei, Chine, 2004)

### Spécial
- Beefighter Kabuto (comme Sophie Villeneuve, Tōhō, 1996)

### Variété
- Wonderful (ワンダフル), TBS, 1996)
- PRO－file (TV-Asahi, jusqu'à 2004)

## Publicités
- Bireleys (Asahi Iinryō)
- ANESSA (Shiseidō)
- Skinguard (Johnson)
- KFC
- Casio